# Bartonite
La bartonite è un minerale.